# Szabó Andor (lelkész)
Szabó Andor (Kerepes, 1924. május 21. – Szeged, 1999. október 16.) metodista lelkész.

## Családi háttér, gyermekkor
Szabó Andor kereskedő és Vincze Vilma varrónő református hívek házasságában elsőszülött, egyetlen testvére Vilma Viktória Katalin. A család anyagi nehézségek miatt számos alkalommal költözködött. Az igen szorgalmas, tudásvágyó fiú a legszükségesebb iskolai évek után nem tanulhatott tovább, vaskereskedő lett. Az érettségi és – később - a szükséges teológiai tanulmányok hiányából adódó hátrányát, sokakat megszégyenítő erőfeszítésekkel, önképzéssel próbálta ellensúlyozni.

## Az egyházi életút kezdete
1942-ben egy alcsúti ifjúsági csendeshéten tért meg, a Bethánia-mozgalom értékei maradandókká váltak számára. Már a húszas években megismerkedett Szécsey (akkor Schmidt) János metodista lelkésszel, akinek hatására a család a világháború idején a felsőerdősori metodista gyülekezetbe kezdett járni.
Ifjabb Szabó Andor mély és komoly hite, alázatossága és tettrekészsége a negyvenes évek borzalmaiban - zsidóüldözés, a budapesti ostrom, a katonaság alatt börtönőri és tűzoltósági munka - nyilvánvalóvá vált. Ezek után kapott elhívást lelkipásztori szolgálatra, amelyet 1948-ban, Dombóváron Dobos János mellett kezdett meg.
1950-ben evangelizálni hívták a Szegedi Körzetbe, ottléte idején a házigazda Hecker Henrik lelkész kórházba került és meghalt. Az őt példaképének tekintő Szabó Andor így maradt az alföldi városban, ahol 1951-ben feleségül vette Csókási Irént, aki már ifjú korában a körzet elöljárója volt. Majd félévszázadig tartó boldog házasságukat Isten nyolc gyermekkel ajándékozta meg (Andor, Dániel, Márta Katalin, Pál, Éva Irén, Péter, Ádám és Anna).

## Felszentelt lelkészi szolgálata
A tapasztalatlan fiatalembernek sikerült helytállnia a legvadabb kommunizmus éveiben. Egy ideig pincében kellett lakniuk, aztán az egyház fizetésképtelensége miatt civil munkát kellett vállalnia. A Jugoszláviával kapcsolatos politikai helyzet miatt nem látogathatta a „határsávban” a metodista híveket, ekkoriban kerékpárral kitartóan járta a „Homokországot”.
Ferdinand Sigg püspök Budapesten 1956-ban szentelte fel (Iványí Tiborral, Szuhánszki Jánossal, Wladár Antóniával együtt).
1965-ben Dombóvárra helyezték, amely körzetben ugyan a terhek súlyosabbá váltak, de áldás és gyümölcs volt a jutalom.  Az 1974-es egyházszakadás - melynek csalódásait haláláig se tudta kiheverni - következménye volt, hogy 1977-ben őt küldték vissza Szegedre, ahol szinte a nulláról kellett kezdenie.
Eredményes és elismert az ökumenikus (pl. imakörlevél-írási) tevékenysége, az évi konferenciai jegyzői tisztsége, sokirányú külföldi kapcsolata, evangelikál beállítottsága. Segédlelkészként Elek Lajos, Vadászi Ilona (Szeged), illetve Sztupkai Mihály, Gyurkó József és Szuhánszky T. Gábor (Dombóvár) tanultak mellette. 
A körzeti lelkészi pálya befejeződését jelentő, és ilyen értelemben aggodalommal várt 70. születésnap előtt hónapokkal érte a szélütés, amely a nagy munkabírású férfit végleg tolókocsiba kényszerítette. A gondos ápolás hat esztendővel hosszabbította meg életét.
Halála előtt egy évvel nem feledve hogy 50 éve van a pályán szót kért a Szegedi Gyülekezetben: "Boldog vagyok, és így várom a hazahívó szót."